# Col des Feignes sous Vologne
Der Col des Feignes sous Vologne oder Col des Feignes ist ein 954 Meter hoher französischer Gebirgspass in den Vogesen. Er befindet sich in der Region Grand Est im Département Vosges und verbindet über die D34 La Bresse im Süden mit Xonrupt-Longemer im Norden.

## Streckenführung
Die Südauffahrt kann von La Bresse aus über die D34c und D34d erfolgen. Beide Auffahrten sind rund 10 Kilometer lang und weisen durchschnittliche Steigungen von rund 3 % auf. Die D34c führt vorbei am Langlaufgebiet La Bresse-Lispach und erreicht ihren höchsten Punkt rund 500 Meter vor der eigentlichen Passhöhe. Die parallel verlaufende D34d passiert das Skigebiet La Bresse-Hohneck.
Die Nordauffahrt beginnt in Xonrupt-Longemer und verläuft zunächst auf der D417, die auf den Col de la Schlucht (1139 m) führt. Beim Lac de Longemer biegt man rechts auf die D67 ab, die entlang des Sees weiter in Richtung Westen führt. Bei Retournemer beginnt die Straße stärker anzusteigen, wobei die Durchschnittssteigung auf den letzten drei Kilometern bei rund 6 % liegt. 
Weiters kann der Col des Feignes sous Vologne auch aus nördlicher Richtung über die D34d erreicht werden, die ihren Ausgangspunkt an der Kreuzung zur D417, rund zwei Kilometer unterhalb der Passhöhe des Col de la Schlucht hat.

## Tour de France
Die Tour de France passierte den Col des Feignes bereits dreimal. Die erste Befahrung fand im Jahr 1961 auf der 6. Etappe statt, die von Straßburg nach Belfort führte. Der Pass wurde von der Nordseite befahren und diente nur als kurze Gegensteigung nach der Überquerung des höheren Col de la Schlucht. Im Jahr 1992 nutzte die Organisatoren den Pass auf einer ähnlichen Streckenführung, ehe im Jahr 2005 erstmals die Südseite befahren wurde. Die Strecke führte damals über die D34c auf deren höchsten Punkt eine Bergwertung der 3. Kategorie abgenommen wurde. Mit Michael Rasmussen erreichte ein Däne die Bergwertung als Erster.
Die Tour de France 2023 soll auf der 20. Etappe erneut über den Col des Feignes führen. Der Pass wird zum zweiten Mal über die D34c erreicht, wobei diesmal keine Punkte im Kampf um die Bergwertung vergeben werden.
| Jahr | Etappe     | Kategorie    | Fahrer            | Auffahrt   |
| ---- | ---------- | ------------ | ----------------- | ---------- |
| 2005 | 09. Etappe | 3. Kategorie | Michael Rasmussen | Süd (D34c) |